# Institut de biologie fondamentale et appliquée
L'Institut de biologie fondamentale et appliquée, ou I.B.F.A., est une ancienne composante (UFR) de l'Université de Caen Basse Normandie. Elle avait pour mission la transmission des connaissances, la formation initiale et continue, la formation et le développement de la recherche fondamentale et appliquée dans le domaine de la biologie. En septembre 2016, l'IBFA fusionne avec l'UFR de Sciences de l'université de Caen.

## Numérique
L'IBFA, à l'instar de l'Université de Caen, fut pionnière dans l'utilisation de la plateforme d'enseignement en ligne moodle.

## Personnalités liées à l'IBFA
Gilles-Éric Séralini, professeur de biologie moléculaire et président du Conseil scientifique Comité de recherche et d'information indépendantes sur le génie génétique (CRIIGEN). Nommé en 2003 expert à la Commission Européenne pour préparer le dossier défense dans l'affaire qui oppose les États-Unis, l'Argentine et le Canada à l'union Européenne à l'OMC, sur le dossier moratoire commercial OGM.